# Meana Sardo
Meana Sardo (Meàna in sardo) è un comune italiano di 1 552 abitanti della provincia di Nuoro nella regione della Barbagia di Belvì.

## Origini del nome
Il nome Meana deriva dalla parola "mediana", in quanto nel territorio del paese passava la strada romana che da Cagliari, attraversando Bhiora (Serri), Valenza (Nuragus), Mediana (Meana Sardo), Augustis (Austis), Sorabile (presso Fonni) e Caput Tirsi, (presso Orune, Sant'Efis) raggiungeva Olbia. Mediana appunto era situata a metà percorso.

## Storia

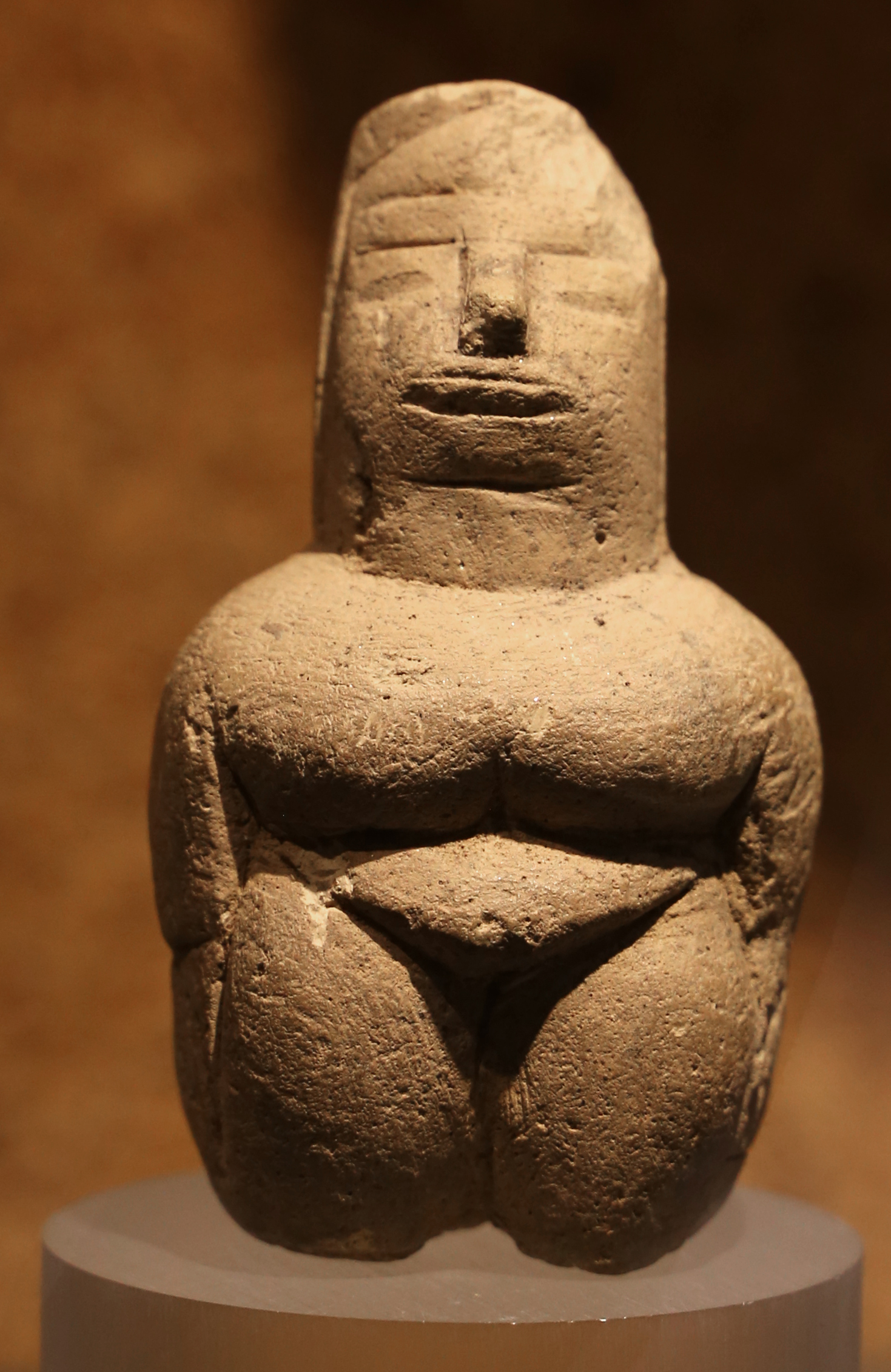
Statuetta di Dea Madre neolitica

L'area fu abitata in epoca nuragica e romana, per la presenza nel territorio di alcuni nuraghi e di necropoli ed oppidum romani.
Durante il medioevo appartenne al giudicato di Arborea e fece parte della curatoria della Barbagia di Meana, della quale inizialmente fu capoluogo finché lasciò il posto a Belvì.
Alla caduta del giudicato (1420) entrò a far parte del Marchesato di Oristano, e alla definitiva sconfitta degli arborensi (1478) passò sotto il dominio aragonese e fu incorporato nella signoria della Barbagia di Belvì. In seguito entrò a far parte della contea di Santa Sofia. Dopo essere stata ceduta a diversi feudatari, fu governata da Raffaele Lostia, sotto il quale rimase fino ai quali fu riscattato nel 1839, con la soppressione del sistema feudale.

### Simboli
Lo stemma e il gonfalone del comune di Meana Sardo sono stati concessi con decreto del presidente della Repubblica del 22 gennaio 1957.
Vi è raffigurato il nuraghe Nolza, diroccato. Il gonfalone è un drappo di azzurro.

## Monumenti e luoghi d'interesse

### Architetture religiose
- Chiesa di San Bartolomeo: situata al centro del paese, in cima ad una scalinata, viene citata per la prima volta in un documento datato 17 gennaio 1341. Tuttavia non si riscontra alcun elemento architettonico risalente al XIV secolo, per cui si può supporre che la costruzione attuale sia stata edificata su una struttura preesistente di cui non viene conservata memoria. Un'iscrizione sul timpano triangolare del portale permette di datare la costruzione al 1589. L'edificio presenta una struttura a tre navate fiancheggiate da sette cappelle e da un presbiterio quadrato. A destra della facciata si erge un campanile a base quadrata, i cui lavori di costruzione iniziarono nel 1653.
- Chiesa di Sant'Antonio: è una piccolissima chiesa, situata nell'omonimo quartiere, restaurata nel 1962. Presenta un ambiente unico di forma rettangolare e viene utilizzata di rado, quasi esclusivamente in occasione della ricorrenza di sant'Antonio Abate.
- Chiesa di San Salvatore: più volte pesantemente rimaneggiata nel corso del tempo, tanto da non poter oggi risalire alla sua struttura originaria, che risale al XV secolo.
- Chiesa di San Francesco: è la più recente delle strutture di culto meanesi: la sua costruzione risale infatti agli inizi del XX secolo. Per la sua costruzione vennero utilizzati anche materiali provenienti dall'antica chiesa dedicata a san Francesco, sconsacrata nel 1851, e in stato di completo abbandono.
- Chiesa di San Lussorio: chiesa campestre di recente ricostruzione dedicata a san Lussorio, situata in una collina a nord est del paese; presenta un ambiente unico a pianta rettangolare, con copertura a capanna. Nell'altare in pietra è inserito il fregio circolare originariamente situato sopra il portale dell'antica chiesa di San Francesco.

### Siti archeologici
A 6 km dal paese, a 739 metri slm si erge il nuraghe quadrilobato Nolza, studiato dall'archeologo Giovanni Lilliu.
Nell'area attorno al nuraghe Nolza si trova un importante sistema di nuraghi minori in stretto collegamento anche con nuraghi dei territori limitrofi di Laconi (Nuraghe Genna Corte) e Atzara (Nuraghe Abbagadda) e Samugheo; questo sistema è formato principalmente dai nuraghi Maria Incantada, Su Nuraxi, Mantutzus, Intzilicorru, Banda Era, Crecos e Abrutzedu.
All'interno dei territori di Meana Sardo possiamo trovare alcune stazioni e una tomba di età neo-eneolitica e resti di cave e miniere utilizzate fin dall'età nuragica.
Nell'area archeologica del Nuraghe Maria Incantada è presente una tomba dei giganti ancora in attesa di essere scavata.

## Società

### Evoluzione demografica
Abitanti censiti

### Lingue e dialetti
La variante del sardo parlata a Meana Sardo è riconducibile alla Limba de mesania.

## Cultura

### Eventi
- Cortes Apertas: è una manifestazione che si svolge nel mese di ottobre, ed è inserita nel circuito Autunno in Barbagia. Per l'occasione vengono aperti le cortes (cortili) delle case private, le domos antigas (case antiche), e i magasinus (cantine), con esposizione e vendita di prodotti tipici sia alimentari che di artigianato.[7]
- Festa di San Bartolomeo (24 agosto): la festa in onore del Santo patrono dura tre giorni. Le celebrazioni religiose iniziano il giorno della vigilia con un ciclo di preghiere.
- Festa di San Giovanni (24 giugno): in concomitanza con i festeggiamenti religiosi si svolge anche la Mostra regionale dei formaggi ovi-caprini della Sardegna.
- Pasquetta Santu Lussulgiu
- Su fogadone de Sant'Antoni
- Festa di San Sebastiano: (19 gennaio): i festeggiamenti iniziano con la preparazione de Su fogadone (il falò) nei due rioni del centro storico, dopo di che si procede con l'accensione dei fuochi, e la distribuzione di dolci tipici e dei primi vini di stagione.

## Infrastrutture e trasporti

### Ferrovie
Il territorio comunale è attraversato dalla ferrovia Isili-Sorgono dell'ARST, impiegata dal 1997 esclusivamente per finalità turistiche. La stazione di riferimento per il comune è quella di Meana Sardo, posta alcuni chilometri a sud-est dell'abitato; più distante è lo scalo di Ortuabis, in passato attivo in particolare per il traffico passeggeri e merci legato alla miniera di Funtana Raminosa.

## Amministrazione
| Periodo        | Periodo        | Primo cittadino             | Partito                                | Carica  | Note   |
| -------------- | -------------- | --------------------------- | -------------------------------------- | ------- | ------ |
| 23 aprile 1995 | 16 aprile 2000 | Giovanni Cogoni             | liste civiche di centro-sinistra       | Sindaco | [ 8 ]  |
| 16 aprile 2000 | 24 maggio 2003 | Bernardino Mura             | liste civiche di centro-sinistra       | Sindaco | [ 9 ]  |
| 24 maggio 2003 | 15 giugno 2008 | Giovanni Cogoni             | liste civiche di centro-sinistra       | Sindaco | [ 10 ] |
| 15 giugno 2008 | 26 maggio 2013 | Angelo Nocco                | lista civica "Nuraghe e Cielo Azzurro" | Sindaco | [ 11 ] |
| 26 maggio 2013 | 11 giugno 2018 | Angelo Nocco                | lista civica "Nuraghe e Cielo Azzurro" | Sindaco | [ 12 ] |
| 11 giugno 2018 | 29 maggio 2023 | Marco Demuru                | lista civica "Nuraghe e Cielo Azzurro" | Sindaco | [ 13 ] |
| 29 maggio 2023 | in carica      | Salvatore Bartolomeo Marras | lista civica "Uniti per Meana"         | Sindaco | [ 14 ] |

## Sport

### Calcio
A Meana Sardo lo sport maggiormente praticato è il calcio. A livello maschile la formazione principale è il "Gruppo Sportivo Meana Sardo", dai colori sociali gialloverdi e militante in Seconda Categoria.